# Olivier, Conde de Wallis
Olivier Remigius, Conde de Wallis, Barón de Carrighmain, (Viena, 1 de octubre de 1742-Kloten, 19 de julio de 1799) fue un general al servicio de la monarquía de los Habsburgo. Descendiente de una distinguida familia irlandesa al servicio de los Habsburgo, participó en la Guerra de Austria con el Imperio Otomano (1787-1791) y en las Guerras Revolucionarias Francesas (1791-1800). Murió a causa de las heridas que sufrió en la Primera Batalla de Zúrich.

## Familia y juventud
Olivier Remigius nació el 1 de octubre de 1742 dentro de una familia de emigrantes irlandeses. Durante el siglo XVII, las leyes introducidas en Irlanda limitaron, y finalmente eliminaron, la autoridad de la aristocracia católica, impidiendo que los católicos heredaran tierras, ocuparan cargos en el Parlamento y cargos públicos. Muchos emigraron a Europa Central y solicitaron servir en el ejército de Habsburgo. Un antepasado, Richard Wallis, o Walsh, como se le conocía en Irlanda, emigró con su familia en 1612 y fue coronel en el ejército de los Habsburgo. Fue asesinado en la batalla de Lützen en 1632. Otro antepasado de Oliver Remigius, George Olivier, Conde de Wallis (hijo de Richard), también sirvió en el ejército de los Habsburgo durante la Guerra de los Treinta Años bajo Wallenstein.
Wallis y su hermano mayor Michael Johann Ignaz estaban dedicados al servicio militar. De joven, Wallis ingresó en el regimiento de su padre, el 11.º de Infantería, y desde 1769 hasta 1777 lo comandó. El 26 de noviembre de 1777, fue ascendido a Mayor general. En las guerras contra los turcos (1787-1792) sirvió al mando del mariscal de campo Ernesto Gedeón von Laudon y, más tarde, de Charles Joseph de Croix, Conde de Clerfayt. En 1787, fue ascendido a teniente mariscal de campo, y en 1791, a coronel propietario del 29.º Regimiento de Infantería, que llevó su nombre hasta 1802.

## Guerras revolucionarias francesas
En la campaña de 1792 de la Guerra de la Primera Coalición, Wallis comandó una división mixta en el cuerpo de Friedrich Wilhelm, Fürst zu Hohenlohe-Kirchberg en el Rin superior y el Mosela, estacionado en el río Rin entre Basilea y Estrasburgo. El 21 de mayo de 1794, recibió su ascenso a Feldzeugmeister o Mariscal de Campo de Artillería. A finales de 1795, fue trasladado al norte de Italia. El 22 de noviembre, asumió el mando del ejército de Lombardía, sustituyendo a Joseph Nikolaus De Vins, en vísperas de la batalla de Loano. El 24 de noviembre, perdió toda su artillería y su caravana en el choque de San Giacomo. En abril de 1796, Johann Peter Beaulieu lo relevó de su mando del ejército de los Habsburgo en Lombardía.
En 1798, Wallis fue comandante general de Venecia. Al año siguiente, durante la Guerra de la Segunda Coalición, comandó parte del ejército de los Habsburgo en Suabia, al mando del Archiduque Carlos. Lideró la tercera columna en el asalto a las posiciones francesas en la victoria de los Habsburgo sobre el Ejército del Danubio del General de División Jourdan en la Batalla de Ostrach el 21 de marzo. Una semana después, en la derrota francesa en Stockach el 25 de marzo, comandó el ala derecha. Del 14 al 25 de abril, mientras el archiduque Carlos estaba indispuesto, Wallis asumió el mando del principal ejército de los Habsburgo acuartelado a orillas del río Rin. Unas semanas más tarde, comandó la reserva en la Primera Batalla de Zúrich el 4 de junio, donde el General de División André Masséna, ahora al mando del Ejército del Danubio y del Ejército de Suiza, fue derrotado y obligado a retirarse a través del río Limago. Durante la batalla, Wallis dirigió cinco batallones de granaderos para asaltar las posiciones francesas en el monte Zúrich. Fue gravemente herido y murió cinco semanas después, el 19 de julio de 1799.